# (174515) Pamelaivezić
(174515) Pamelaivezić est un astéroïde de la ceinture principale.

## Description
(174515) Pamelaivezić est un astéroïde de la ceinture principale. Il fut découvert le 28 janvier 2003 à l'observatoire d'Apache Point par le programme Sloan Digital Sky Survey. Il présente une orbite caractérisée par un demi-grand axe de 3,04 UA, une excentricité de 0,15 et une inclinaison de 6,7° par rapport à l'écliptique.

## Étymologie
Cet astéroïde est nommé en l'honneur de Pamela Ivezić. 

## Compléments